# Солопова, Элизабет
Элизабет Солопова (англ. Elizabeth Solopova, род. 20 января 1965) — британский филолог и медиевист русского происхождения, проводит исследования в Новом колледже Оксфорда. За пределами академических кругов она известна своей работой над произведениями Дж. Р. Р. Толкина о Средиземье.

## Биография
Элизабет Солопова родилась в Советском Союзе и окончила Московский государственный университет. Она получила докторскую степень по английскому языку в Оксфордском университете. Она является научным сотрудником Оксфордского университета, где преподаёт древнеанглийский и среднеанглийский языки.

## Критика

### Ключи Средиземья
Книга Солоповой 2005 года «Ключи Средиземья», написанная совместно со Стюартом Д. Ли, о средневековых источниках Толкина для его фэнтезийных произведений, была тепло принята учёными, хотя они нашли в ней некоторые проблемы. Это её самая цитируемая работа. Её описывают как превосходное введение, которое можно использовать как учебник для студентов и как источник информации для преподавателей, а также как интересный взгляд на лингвистические проблемы, которые так увлекали Толкина. Учёные оценили труд как тщательно подобранный сборник текстов и тщательно проработанное введение как в творчество Толкина, так и в изучение средневековых языков. Другие отметили, что «Ключи» исключают «Сильмариллион», который потребовал бы финской «Калевалы». В качестве учебного пособия средневековые фрагменты хорошо изложены, но слишком кратки для большинства академических целей.

### Ключевые понятия средневековой литературы
Книга Солоповой 2007 года «Ключевые понятия средневековой литературы», также написанная совместно со Стюартом Д. Ли, получила высокую оценку как научное введение с эссе на уровне, подходящем для студентов старших курсов, и полезными рекомендациями по дальнейшему чтению. Однако литература исключительно на английском языке.

## Книги
Она написала или отредактировала следующие книги:
- 2000 Chaucer: The General Prologue
- 2005 The Keys of Middle-Earth[англ.]: Discovering Medieval Literature through the Fiction of J. R. R. Tolkien
- 2009 Languages, Myths and History: An Introduction to the Linguistic and Literary Background of J. R. R. Tolkien's Fiction
- 2007 Key Concepts in Medieval Literature
- 2015 Latin Liturgical Psalters in the Bodleian Library: A Select Catalogue – каталог 111 литургических псалтырей из Бодлианской библиотеки с подробностями переплёта, оформления и текста[16]
- 2016 The Wycliffite Bible: Origin, History and Interpretation
- 2020 From the Vulgate to the Vernacular: Four Debates on an English Question c. 1450 (редактор, совместно с J. Catto and A. Hudson)